# Kimball, West Virginia
Kimball är en kommun (town) i McDowell County i West Virginia i USA. Vid 2020 års folkräkning hade Kimball 145 invånare.